# Julie Power
Julie Power (también conocida como Lightspeed —Rayo Iris en España—) es un personaje que aparece en los cómics estadounidenses publicados por Marvel Comics. Creado por Louise Simonson y June Brigman, el personaje apareció por primera vez en Power Pack #1 (mayo de 1984).

## Historial de publicaciones
Julie Power apareció en los 62 números de Power Pack publicados por Marvel Comics entre 1984 y 1991. Entre los números 1 y 25 de la serie original Power Pack, Julie interpretó el alter ego del superhéroe Lightspeed, pero su nombre en clave de superhéroe cambió a Molécula cuando obtuvo los poderes de su hermano Jack durante el transcurso de una historia. Continuó como Molécula entre los números 25 y 52 hasta que recuperó sus poderes originales y su nombre de superhéroe, que conservó hasta la cancelación de Power Pack en el número 62. Más tarde, Julie apareció tanto en Power Pack Holiday Special como en la miniserie de 1992 Power Pack vol. 2, "Peer Pressure", que se publicó en 2000, y en algún momento cambió su nombre de superhéroe a Starstreak en los años intermedios. Durante esta pausa editorial, sus únicas apariciones fueron breves cameos en New Warriors.
Fuera de la serie de cómics Power Pack, desde entonces apareció en Runaways vol. 2, en el título derivado de corta duración de Runaways, Loners, y presumiblemente como un personaje de fondo cuando ese equipo apareció más tarde en la miniserie War of Kings: Darkhawk (aunque no se la identifica específicamente en ningún momento durante esta serie). Julie apareció como un personaje habitual en Avengers Academy desde el número 20 (diciembre de 2011) hasta el número final 39 (enero de 2013). Julie también ha aparecido en varios títulos de continuidad alternativos no canónicos, como Exiles, Marvel Zombies vs Army of Darkness y varias miniseries de Power Pack dirigida a lectores más jóvenes.

## Biografía ficticia
Julie Power nació en Richmond, Virginia, hija del Dr. James Power y Margaret Power. Ella fue miembro fundador del equipo de superhéroes Power Pack. La segunda mayor de los cuatro hermanos Power, tenía 10 años cuando Aelfyre Whitemane, un noble Kymellian moribundo, le dio sus poderes. Ella continuó operando con Power Pack a lo largo de toda su historia, y luego se mudó a Los Ángeles para vivir sola después de dejar el equipo en circunstancias no reveladas.
Julie fue la única miembro de la familia Power que cumplió años dentro de la serie de cómics, y tenía entre 10 y 11 años. En la miniserie de finales de 2000 (que no hace referencias a la continuidad 'actual' de Marvel y, por lo tanto, no puede ubicarse objetivamente en el canon), ella tiene 14 años, en Runaways vol. 2 #1 se la identifica vagamente como una "ex-adolescente", pero en Loners #4 posterior, Julie se identifica como si tuviera 17 años. En la columna de letras de Avengers Academy #31, se identifica que Julie tiene unos 19 años.

### Power Pack
Después de los eventos del Power Pack #1-#5 que detallaban el origen del equipo, la familia Power se mudó de Virginia a la ciudad de Nueva York. Allí, Power Pack se encontró con otros superhéroes como Spider-Man, y Cloak y Dagger. Ellos también conocieron a Franklin Richards, y se encontraron con los Nuevos Mutantes. Los poderes de Julie fueron luego desviados al Snark Jakal; cuando regresó, sus poderes se intercambiaron con los de su hermano Jack, y se convirtió en Molecula. Finalmente, recuperó sus poderes originales y retomó su nombre en clave original. Power Pack luego se encontró con Galactus y Nova.
Julie era quizás la más "normal" de los hermanos Power. Cuando no estaba en "modo superhéroe", Julie podía ser bastante tímida y callada; en varios casos, los matones en la escuela la molestaban. Sus historias en solitario a menudo involucraban "problemas infantiles" habituales, como cuidar niños y hacer trampa en los exámenes. Julie también era una lectora voraz y con frecuencia se la veía leyendo, cargando o citando libros, e incluso se graduó de la escuela primaria con honores en inglés. Con frecuencia asumió un papel maternal con sus hermanos, cosiendo y lavando los trajes del equipo, cuidando a Katie y Franklin Richards e intentando restaurar la paz durante los conflictos.
En las batallas, Julie poseía reflejos rápidos y era una luchadora fuerte. En el conflicto inicial de la manada con el príncipe Jakal, Julie pudo derribar por sí sola la nave del Snark. Ella también fue el único miembro de Power Pack en la serie original que fue directamente responsable de la muerte de otro personaje: Pestilence, en La Caída de los Mutantes, cayó y murió cuando Julie la golpeó con el "Julie Hammer". técnica de batalla (aunque Pestilence podría haber sobrevivido si no hubiera resistido el intento de Katie de llevarla a un lugar seguro).

### Excelsior/Loners
La personalidad de Julie detallada anteriormente cambió durante circunstancias no reveladas y fue reintroducida durante el arco argumental de 'Runaways: True Believers' como una aspirante a actriz voluble e ingenua que carecía de experiencia mundana a pesar de sus muchas aventuras con Power Pack. Inicialmente se revela en Runaways que debido a su tiempo con Power Pack, Julie decidió retirarse de los superhéroes porque se había perdido la posibilidad de tener una infancia normal, aunque esto luego cambia y se retira de los superhéroes. actos heroicos para proteger la privacidad de su familia y centrarse en desarrollar su propia vida privada lejos de miradas indiscretas, por lo que se mudó a Los Ángeles en busca de fama como actriz. Esto también cambia más tarde y se retira de los superhéroes para desarrollar una identidad propia lejos de su familia u otros superhéroes, lo que la llevó a unirse al grupo de superhéroes Excelsior. Sin embargo, ella (así como los demás miembros del grupo) aceptan ir a una misión ofrecida por Rick Jones (aunque no conocen su identidad en ese momento) para devolver a los Runaways al hogar de acogida del que habían escapado en la conclusión de su primera serie a cambio de un millón de dólares y uno reacondicionado Quinjet de Los Vengadores. Aunque esta misión inicial para el incipiente equipo Excelsior fue un fracaso, pasan los siguientes meses persiguiendo a los Runaways de todos modos, antes de descontinuar su búsqueda y decidir no volver a usar sus poderes nunca más en circunstancias no reveladas que ocurrieron en algún momento antes de la comienzo de la miniserie Loners, pero que podría estar relacionado con los acontecimientos de Civil War.
Durante un malentendido entre Hollow (el mutante anteriormente conocido como Penance) y Ricochet, Julie aparece sin previo aviso ni explicación y es apuñalada en los hombros o en el estómago (el arte y el diálogo en la primera página del número 4 indican lesiones diferentes y contradictorias) por las garras de Hollow. Ella afirma que su 'metabolismo alienígena' le permite recuperarse rápidamente de la herida, y ella, aparentemente en broma, sugiere que esta es también la razón por la que es tan delgada, aunque no se explica cómo funciona ahora su capacidad de curación que está separada de sus hermanos, ya que se requiere contacto físico entre ellos para curar heridas graves, mientras que la habilidad funciona pasivamente si están en contacto regular, y se vuelven propensos a enfermedades debilitantes e infecciones virales si se los mantiene separados unos de otros por cualquier motivo.
Julie le revela al grupo que su personalidad voluble y su aparentemente baja inteligencia es en realidad una fachada que adoptó cuando se mudó a California, que simplemente ha estado fingiendo ser poco inteligente durante los dos años anteriores para encajar con el resto de sus compañeros de equipo, y también que ella no se ha registrado con las autoridades locales como un sobrehumano activo. A pesar de admitir que su personalidad voluble es una afectación, Julie continúa actuando exactamente como antes en los números restantes de Loners, y en el montaje final del número final se la ve jugando distraídamente con su cabello de la misma manera que lo hace en el número 4 cuando sugiere ella simplemente está desempeñando un papel en beneficio de los demás.
A lo largo de Loners, Julie sugiere en su narrativa que oculta un secreto al resto de su equipo, y en el número 5 revela que no está registrada como superhéroe ante el gobierno. En el número 6, sin embargo, Phil Urich alude que Julie "de todas las personas" debería respetar el hecho de que él todavía está ocultando algo (detalles de sus tratos y los de Mickey Musashi con los enemigos de los Loners) del grupo: más tarde, Mickey Musashi le pregunta a Julie si "¿Hay algo más sobre lo que quieras hablar?", pero Julie se niega, afirmando que "todavía está confundida".

### La Academia Vengadores y los Runaways
Se vio a Julie (entre los otros jóvenes héroes) llegando al nuevo campus de la Academia Vengadores. Ella asiste a la Academia como estudiante y asistente de profesora, bajo la tutela de Quicksilver. Cuando su compañero miembro de la Academia Striker le confía que él es gay, ella confirma que es bisexual. Durante un encuentro anterior con los Runaways, Julie y Karolina Dean expresan un interés personal cercano el uno por el otro en medio del combate antes de ser interrumpidos bruscamente por Molly Hayes. Después de una misión conjunta posterior de la Academia Vengadores y los Runaways, Julie y Karolina acuerdan tener una cita, y finalmente terminan teniendo una relación sentimental.
Algún tiempo después, Julie visitó a los Runaways, pero la falta de compromiso de Karolina con su relación creó fricciones entre ellos. En su estado de ánimo abatido, Julie terminó consumiendo un pastelito mágico que originalmente le dio a Molly Hayes su nueva amiga de la escuela, Abigail, una niña de 13 años que quedó eterna gracias a un regalo de la Encantadora. Al comer el pastelito, Julie volvió a tener 13 años. Aunque el problema se solucionó con un antídoto que la Encantadora había proporcionado, Julie rompió con Karolina.

### Future Foundation
Cuando las circunstancias llevaron a Julie a ayudar a la Fundación Futuro cuando estaban bajo amenaza, le reveló su reciente racha de mala suerte a Alex, quien se disculpó por no estar ahí para su hermana durante su revelación y su mala ruptura. Para ayudar a Julie a recuperarse, Alex le ofreció un puesto como profesora en la Future Foundation. Durante una misión en una prisión espacial para ayudar a reensamblar al Hombre Molécula desintegrado, Julie se encontró con Rikki Barnes, desplazada por la realidad, lo que resultó en una atracción romántica mutua.

## Poderes y habilidades
El poder original de Julie (y el más asociado con el personaje) era el vuelo sin ayuda mediante una rápida propulsión hacia adelante que dejaba una banda de luz tricolor muy visible a su paso. Sin embargo, Julie solo podía permanecer en el aire mientras estaba en movimiento, como descubrió cuando usó sus poderes por primera vez, y solo logró detenerse cuando chocó accidentalmente con el mamparo de una nave espacial Snark y se rompió el brazo. Julie nunca voló a la velocidad de la luz como sugiere su nombre en clave, y su velocidad máxima sigue siendo desconocida, pero su hermano Alex supuso en una ocasión que había roto la barrera del sonido.
Julie obtuvo los poderes de densidad que anteriormente tenía su hermano Jack durante un tiempo y operó bajo el nombre de Molécula. Ella amplió sus nuevos poderes aprendiendo a crear campos de fuerza y burbujas, las últimas de las cuales podrían usarse para protegerse a sí misma o a otros de las caídas. Julie también aprendió a hacerse más y más grande sin transformarse en una nube, aunque aún conservaba la misma masa y se cansaba al aumentar su altura y estatura durante largos períodos de tiempo.
Julie finalmente recuperó sus poderes de aceleración originales y continuó como miembro de Power Pack bajo su nombre en clave original, Lightspeed. Sin embargo, no desarrolló nuevas permutaciones o aplicaciones para esta habilidad hasta que cambió su nombre en clave una vez más, esta vez a Starstreak. Así como amplió sus habilidades de control de masas como Molécula, Julie finalmente refinó sus habilidades originales para poder teletransportarse a grandes distancias sin ningún signo visible de agotamiento.
En circunstancias no reveladas en algún momento entre la miniserie Power Pack (2000) y sus reapariciones tanto en la segunda serie Runaways como en la miniserie Loners, luego de regresar a su nombre en clave original una vez más; Julie aprendió a refinar sus poderes para poder flotar en el aire sin tener que acelerar para mantenerse en el aire, y ahora también podía pararse físicamente sobre su propio rastro de arcoíris, usarlo como un cojín improvisado contra caídas o incluso como un hamaca.
Durante su batalla con Ultron, Turbo le ordena a Julie "Levantar los escudos e intentar atraer el fuego", poco antes de que Ultrón dispare a Julie en el aire usando las mismas explosiones de energía con las que acababa de asesinar a la madre de Victor Mancha, un evento al que Julie sobrevive sin efectos nocivos visibles.
Junto con sus hermanos, Julie posee poderes curativos kymelianos. Julie es la primera hermana Power en usar esta habilidad, aunque inconscientemente, cuando su brazo roto sana misteriosamente rápidamente durante el conflicto inicial de la manada con los Snarks. Más adelante en la serie, ella se cura a sí misma automáticamente, después de cambiar a la forma de nube y viceversa, cuando sus piernas resultan gravemente heridas durante una batalla con el equipo mutante Trash. Cuando su hermano Jack le llama la atención durante la batalla, Julie respondió: "Sí, eso sucede a veces".
Junto con sus hermanos, Julie es propietaria de un smartship kymeliano, Friday. La nave actúa como asesor del equipo no oficial y acompañó a la manada en varias misiones. Al igual que con otros miembros de Power Pack, no se ve durante las apariciones de Julie en Loners, aunque sí menciona el viernes de pasada durante su primera misión con (lo que entonces se conocía como) Excelsior en su búsqueda de los Runaways.

### Equipamiento
Julie viste un disfraz de moléculas inestables creadas por Friday. El disfraz existe en un espacio extradimensional conocido como "En otro lugar" hasta que lo invoca mediante un comando de voz (el usuario diría las palabras "¡Disfraz puesto!"). El disfraz también alberga un comunicador que se utiliza para comunicarse con Friday y luego se modifica para incluir una máscara. Al igual que con todos los disfraces del equipo, los bolsillos del disfraz se pueden usar como punto de acceso a Elsewhere, donde las criaturas parecidas a dibujos animados conocidas simplemente como "Los Sastres" residen en un colorido país de las maravillas de dinosaurios parlantes y bosques encantados, monarcas locos, arquitectura surrealista y leyes físicas maleables.

## Recepción

### Respuesta crítica
Deirdre Kaye de Scary Mommy llamó a Julie Power un "modelo a seguir" y un personaje femenino "verdaderamente heroico". Stacie Rook de Screen Rant incluyó a Julie Power en su lista de "10 héroes LGBTQ+ de Marvel que deberían unirse al MCU".Comic Book Resources clasificó a Julie Power en tercer lugar en su lista de los "10 compinches más rápidos de Marvel", y en el noveno lugar en su lista de "Marvel Comics: 10 estudiantes más poderosos de la Academia Vengadores".

## Otras versiones

### Vengadores y Power Pack unidos
En Avengers and Power Pack Assembled, Julie es encontrada por Power Pack cuando son desterrados a un futuro alternativo por Kang el Conquistador. Ella es una mujer de 23 años que tiene un parecido notable con su madre y posee la brillantez científica de su padre además de sus poderes kymelianos. No está claro cómo podrían existir ella y su familia en esta línea temporal, ya que su creación depende de su ausencia. 

### House of M
En la historia de "House of M", Julie, junto con su hermano Alex, era vista como miembro de una pandilla superpoderosa que se hacía llamar Wolfpack.

### Exiliados: Días de entonces y Ahora
En Exiles: Days of Then and Now, Julie es miembro del equipo anónimo de superhéroes de Quentin Quire, los últimos supervivientes de la Ola de Aniquilación que fue liderada por un desterrado Hulk.

### Millennial Visions
En la historia "Power Pack: Starting Over" (en realidad no es una historia, sino un discurso de una página para una serie teórica) dentro del cómic one-shot Millennial Visions de Marvel de 2001, Julie es una investigadora de SETI de 30 años. Se la representa como la más estable de los cuatro hermanos Power, que están distanciados entre sí, y los reúne para luchar contra los Snarks nuevamente.

### Marvel Zombies
En Marvel Zombies vs Army of Darkness, se ve a Julie junto a sus cohortes de Power Pack como zombis que entran en conflicto con Nextwave, a quienes (se nos informa mediante un cuadro de título al estilo del cómic de Nextwave) Power Pack luego asesina gráficamente "en el formas más humillantes y degradantes imaginables" fuera del panel varios segundos después.

## En otros medios

### Videojuegos
- Lightspeed es un personaje jugable en Lego Marvel Vengadores, con la voz de Skyler Samuels.